# Starosiele (województwo lubelskie)
Starosiele – wieś w Polsce położona w województwie lubelskim, w powiecie chełmskim, w gminie Dubienka.
| SIMC    | Nazwa              | Rodzaj    |
| ------- | ------------------ | --------- |
| 0103310 | Kolonia Starosiele | część wsi |

W latach 1975–1998 miejscowość administracyjnie należała do województwa chełmskiego.
Wieś jest sołectwem w gminie Dubienka. Według Narodowego Spisu Powszechnego (III 2011 r.) liczyła 141 mieszkańców i była piątą co do wielkości miejscowością gminy.
Wierni Kościoła rzymskokatolickiego należą do parafii Trójcy Przenajświętszej w Dubience.

## Szlaki turystyczne
Szlak Tadeusza Kościuszki